# Eugène Rambert
 (juillet 2024).
Eugène Rambert, né le 6 avril 1830 à Clarens et mort le 21 novembre 1886 à Lausanne, est un écrivain, poète, enseignant, critique littéraire, critique d'art et naturaliste vaudois.

## Biographie
Ce fils d'instituteur se destine d'abord à la théologie et obtient sa licence à la nouvelle Faculté libre de Lausanne avant de se tourner vers les lettres. À 24 ans, après avoir complété sa formation littéraire à Paris, il se voit confier la chaire de littérature française à l'Académie de Lausanne où il professe « que toute science doit commencer par le doute méthodique » Collaborateur à la Revue suisse et à la Bibliothèque universelle, il y insère aussi bien des articles critiques que ses premières nouvelles montagnardes. 
En 1860, c'est la toute nouvelle École polytechnique fédérale de Zurich qui l'appelle comme professeur. Il se lie d'amitié avec Gottfried Keller, qu'il traduit, et veut être, à la suite du Doyen Bridel, un trait d'union entre Confédérés alémaniques et romands. Après plus de vingt ans passé à Zurich, il retrouve à Lausanne, en 1881, la chaire de ses débuts. Poète mais aussi essayiste, Rambert est avant tout célèbre pour ses récits et croquis sur les Alpes suisses, publiés en 5 volumes de 1865 à 1875 et dans lesquels il rassemble des analyses et des descriptions mais aussi des légendes et des nouvelles comme La marmotte au collier dans le but de composer une sorte d'« encyclopédie du monde alpestre ». La montagne est en effet un des centres d'intérêt de Rambert. Passionné de flore et de faune, on lui doit également en plusieurs volumes Les oiseaux dans la nature, publiés de 1879 à 1881.
Très engagé dans le débat sur l'enseignement supérieur, Eugène Rambert se fait le promoteur dans les années 1850 d'une université fédérale, ou romande au moins, avec un centre d'études générales dans chacun des trois cantons de Genève, Vaud et Neuchâtel, mais sans faculté de théologie parce que « dans notre pays la théologie n'a pas une liberté suffisante et que son enseignement ne peut être purement scientifique ». Fédéralisme oblige, le projet avorte mais l'enseignement reste une cause chère à Rambert. 
Membre fondateur en 1863 du Club alpin suisse, alpiniste fervent, Eugène Rambert s'intéresse à tout : animaux, plantes, minéraux, nuages, courants. Si ses œuvres de création ont contribué à faire connaître Rambert en Suisse romande, ce sont ses travaux critiques et surtout biographiques qui l'ont imposé : il est en effet l'auteur des biographies d'Alexandre Vinet, de Juste Olivier et du peintre des Alpes Alexandre Calame.
Eugène Rambert décède le 21 novembre 1886 et a trouvé sa dernière demeure au cimetière de Clarens. La rue dans laquelle elle se situe fut rebaptisée plus tard avenue Eugène-Rambert. L'épouse de Rambert, Anne-Marie, née Roth (1830-1919), avec qui il était marié depuis 1857, leur fils Paul (1866-1932), son épouse Marie (1876-1963) et leurs enfants Eugène (1911 - 1914), Olivier (1914-2001) et Jeannette (1916-2007) furent enterrés à ses côtés.
Dix ans après sa disparition, un prix littéraire portant son nom, décerné par la section vaudoise de la société de Zofingue, est créé en son souvenir. Une édition posthume de la majorité des textes dispersés dans divers périodiques ou non-publiés rend accessible au public romand l'œuvre multiforme de Rambert. Son fonds d'archives se trouve aux Archives littéraires suisses à Berne.

## Publications
- Corneille, Racine et Molière. Deux cours sur la poésie dramatique française au XVIIe siècle, 1861
- Les Alpes suisses, 1866-1875
- Alexandre Vinet, d'après ses poésies, 1868
- Poésies et chansons d'enfants. Les quatre saisons, 1871
- Bex et ses environs. Guide et souvenir, 1871
- Alexandre Vinet. Histoire de sa vie et de ses œuvres, 1875
- Alexandre Calame, sa vie et son œuvre d'après les sources originales, 1884
- Écrivains nationaux, 1874
- Dernières Poésies, 1887
- Les Fleurs de deuil, 1895